# Kroniki Shannary
Kroniki Shannary (ang. The Shannara Chronicles) – amerykański przygodowy serial telewizyjny z gatunku fantasy wyprodukowany przez MTV Production Development oraz Sonar Entertainment. Serial jest oparty na trylogii Miecz Shannary autorstwa Terry’ego Brooksa. Pierwszy sezon jest adaptacją  II tomu pt.: Kamienie Elfów Shannary. Serial został stworzony przez Alfreda Gougha oraz Milesa Millara. Premierowy odcinek został wyemitowany 5 stycznia 2016 roku przez MTV.
W Polsce serial jest emitowany od 23 marca 2016 roku przez AXN oraz od 2 sierpnia w TVN 7.
21 kwietnia 2016 roku, stacja MTV ogłosiła zamówienie drugiego sezonu.

## Fabuła
Świat elfów jest zagrożony przez pradawne zło – demony, przez to, że pradawne drzewo Ellcrys obumiera. Allanon, legendarny stróż Ziemi, wysyła Wila Ohmsforda i Amberle na misję mającą odrodzić drzewo Ellcrys. Tuż za nimi podąża Dagda Mor, najstarszy z demonów.

## Obsada

### Główna
- Poppy Drayton jako Amberle Elessedil[4], elfia księżniczka i pierwsza kobieta-elf, która została Wybraną – jedną z elfów odpowiedzialnych za ochronę drzewa Ellcrys.
- Austin Butler jako Wil Ohmsford[5], pół-człowiek, pół-elf, ostatni z rodu Shannara. W jego posiadaniu znajdują się kamienie elfów, które należały wcześniej do jego ojca.
- Ivana Baquero jako Eretria[6], kobieta wychowana przez wędrowców, złodziejka.
- Manu Bennett jako Allanon[7], mag, ostatni z druidów. Przewodzi i doradza w sprawie misji ocalenia Ellcrys.
- Aaron Jakubenko jako Ander Elessedil[8], jeden z synów króla Eventine'a, który znany jest z bycia imprezowiczem. Wuj Amberle.
- Malese Jow jako Mareth, córka Allanona.

### W pozostałych rolach
- James Remar jako Cephelo[9], przywódca wędrowców i adopcyjny ojciec Eretrii.
- John Rhys-Davies jako król Eventine Elessedil[10], dziadek Amberle, który rządzi królestwem Arborlon. Ojciec Ariona i Andera.
- Vanessa Morgan jako Lyria, księżniczka Leah, królestwa ludzi.
- Daniel MacPherson jako Arion Elessedil[11], jeden z synów króla Eventine'a i dziedzic tronu.
- Jed Brophy jako Dagda Mor, elfi druid, który przeszedł na stronę ciemności; jest zapieczętowany mocą Ellcrys - w miarę gdy ona obumiera, on rośnie w siłę.
- Brooke Williams jako Catania[11], elfka, przyjaciółka, służąca i powierzycielka Amberle.
- Emelia Burns jako dowódca Diana Tilton, elfka i dowódca wojsk armii elfów.
- Marcus Vanco jako Bandon[11], elf, którego Amberle i Wil ratują z domu jego rodziców; wyrocznia.
- Mattias Inwood jako Lorin, chłopak Amberle i jeden z Wybranych.

## Odcinki
| Sezon | Sezon | Odcinki | Oryginalna emisja    | Oryginalna emisja | Oryginalna emisja | Oryginalna emisja | Oryginalna emisja |
| Sezon | Sezon | Odcinki | Premiera sezonu      | Finał sezonu      | Premiera sezonu   | Finał sezonu      |                   |
| ----- | ----- | ------- | -------------------- | ----------------- | ----------------- | ----------------- | ----------------- |
|       | 1     | 10      | 5 stycznia 2016      | 1 marca 2016      | 23 marca 2016     | 18 maja 2016      |                   |
|       | 2     | 10      | 11 października 2017 | 13 grudnia 2017   | 6 listopada 2017  | 22 stycznia 2018  |                   |

### Sezon 1 (2016)
| Nr | #  | Tytuł          | Reżyseria          | Scenariusz                                | Premiera (MTV)   | Premiera (AXN)   |
| -- | -- | -------------- | ------------------ | ----------------------------------------- | ---------------- | ---------------- |
| 1  | 1  | Chosen część 1 | Jonathan Liebesman | Alfred Gough, Miles Millar                | 5 stycznia 2016  | 23 marca 2016    |
| 2  | 2  | Chosen część 2 | Jonathan Liebesman | Alfred Gough, Miles Millar                | 5 stycznia 2016  | 23 marca 2016    |
| 3  | 3  | Fury           | Jonathan Liebesman | Alfred Gough, Miles Millar                | 12 stycznia 2016 | 30 marca 2016    |
| 4  | 4  | Changeling     | Jonathan Liebesman | Alfred Gough, Miles Millar                | 19 stycznia 2016 | 6 kwietnia 2016  |
| 5  | 5  | Reaper         | Brad Turner        | Evan Endicott, Josh Stoddard              | 26 stycznia 2016 | 13 kwietnia 2016 |
| 6  | 6  | Pykon          | Brad Turner        | Zander Lehmann                            | 2 lutego 2016    | 20 kwietnia 2016 |
| 7  | 7  | Breakline      | Jesse Warn         | Deanna Kizis                              | 9 lutego 2016    | 27 kwietnia 2016 |
| 8  | 8  | Utopia         | Jesse Warn         | April Blair                               | 16 lutego 2016   | 4 maja 2016      |
| 9  | 9  | Safehold       | Brad Turner        | Evan Endicott, Josh Stoddard              | 23 lutego 2016   | 11 maja 2016     |
| 10 | 10 | Ellcrys        | Brad Turner        | April Blair, Evan Endicott, Josh Stoddard | 1 marca 2016     | 18 maja 2016     |

### Sezon 2 (2017)
| Nr | #  | Tytuł    | Reżyseria      | Scenariusz                    | Premiera (Spike)     | Premiera (AXN)    |
| -- | -- | -------- | -------------- | ----------------------------- | -------------------- | ----------------- |
| 11 | 1  | Druid    | Brad Turner    | Alfred Gough, Miles Millar    | 25 października 2017 | 6 listopada 2017  |
| 12 | 2  | Wraith   | Brad Turner    | Evan Endicott, Josh Stoddard  | 18 października 2017 | 13 listopada 2017 |
| 13 | 3  | Graymark | James Marshall | Javier Grillo-Marxuach        | 25 października 2017 | 20 listopada 2017 |
| 14 | 4  | Dweller  | James Marshall | Elle Triedman                 | 1 listopada 2017     | 27 listopada 2017 |
| 15 | 5  | Paranor  | Toa Fraser     | Evan Endicott & Josh Stoddard | 8 listopada 2017     | 4 grudnia 2017    |
| 16 | 6  | Crimson  | Brad Turner    | April Blair                   | 8 listopada 2017     | 11 grudnia 2017   |
| 17 | 7  | Warlock  | James Marshall | Alex Díaz & Julie Díaz        | 15 listopada 2017    | 18 grudnia 2017   |
| 18 | 8  | Amberle  | James Marshall | April Blair and Elle Triedman | 15 listopada 2017    | 8 stycznia 2018   |
| 19 | 9  | Wilderun | Toa Fraser     | Matt Lambert                  | 22 listopada 2017    | 15 stycznia 2018  |
| 20 | 10 | Blood    | Brad Turner    | Evan Endicott & Josh Stoddard | 22 listopada 2017    | 22 stycznia 2018  |

## Produkcja
12 lipca 2014 roku stacja MTV zamówiła pierwszy sezon serialu.